# Robert Plomin

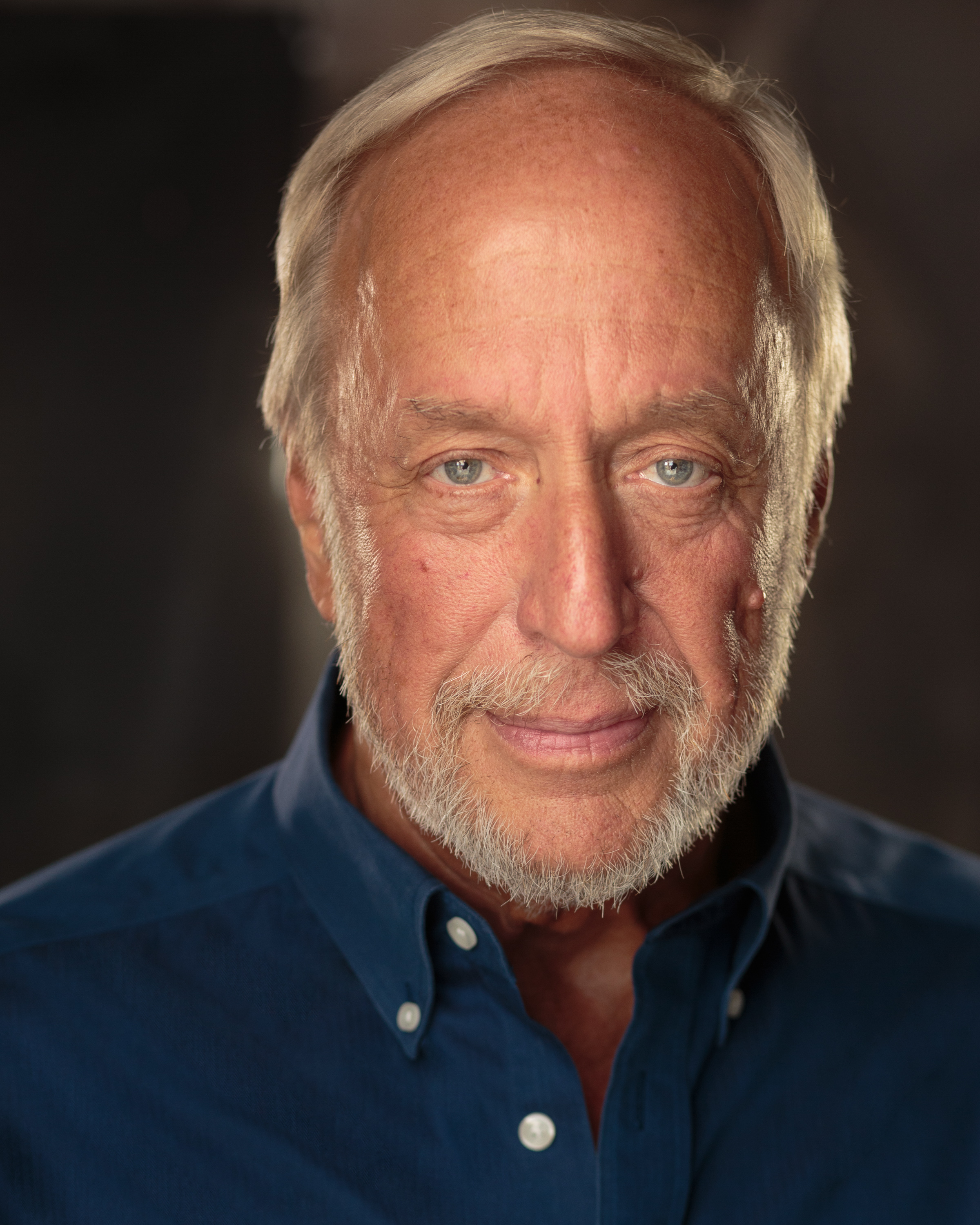
Robert Plomin

Robert J. Plomin (* 1948 in Chicago) ist ein US-amerikanischer Psychologe und Genetiker, der für seine Zwillingsstudien und Verhaltensgenetik bekannt ist.

## Leben
Plomin erhielt den B.A. in Psychologie an der DePaul University 1970 und den Ph.D. in Psychologie 1974 an der University of Texas at Austin. Er arbeitete am Institute for Behavioral Genetics an der University of Colorado at Boulder. Von 1986 bis 1994 ging er an die Pennsylvania State University, um Zwillingspaare im Alterungsverlauf zu vergleichen. Danach lehrte er am Institute of Psychiatry des King’s College London.
2001 wurde Plomin in die American Academy of Arts and Sciences gewählt, 2005 zum Fellow of the British Academy (FBA). 2021 erhielt er den Grawemeyer Award in Psychologie.

## Forschung
Plomin ist Anhänger der Theorie, dass genetische Anlagen einen Großteil der Charakterzüge und der Intelligenz (etwa die Hälfte) festlegen, während die anregende Umwelt weniger Einfluss hat, im Alter sogar einen abnehmenden. Ein Beleg sind für ihn die Eigenschaften von Adoptivkindern, die sich zunehmend in Richtung der leiblichen Eltern bewegten. Plomin hat die Bedeutung einer nichtgeteilten Umwelt gezeigt, womit er die Umweltfaktoren bezeichnete, die die Ähnlichkeit von Individuen reduzieren, die in derselben Familienumwelt aufwachsen. Des Weiteren hat er gezeigt, dass viele Messungen von Umwelteinflüssen in der Psychologie zugleich genetische Einflüsse zeigen und dass genetische Faktoren Verknüpfungen vermitteln zwischen Umweltfaktoren und Entwicklungsergebnissen.
Plomin forscht in der Twins Early Development Study zu allen Zwillingen, die in England von 1994 bis 1996 geboren wurden, wobei er besonders die Entwicklungsstörungen in früher Kindheit, ihre Verknüpfung mit Verhaltensproblemen und Bildungszielen betrachtet. Ein ähnliches Projekt verfolgt in den Niederlanden Dorret Boomsma.
1994 gehörte Plomin zu den 52 Unterzeichnern des Manifests Mainstream Science on Intelligence, das Linda Gottfredson herausgab und im Wall Street Journal publizierte, um den Konsens der Forscher in der Intelligenzforschung auszudrücken, wie sie im Buch The Bell Curve beschrieben ist. Da u. a. veröffentlicht wurde, dass schwarze Amerikaner geringere Intelligenzmesswerte aufwiesen als weiße, traf die Publikation auf Rassismusvorwürfe. Die soziale Schichtung wurde als Folge der Intelligenz erklärt. Ein wichtiger Einwand war, dass die IQ-Werte der schwarzen Amerikaner sich zuletzt in Richtung des Durchschnitts bewegten, also historisch variabel seien.

## Schriften
- Behavioral Genetics: A Primer, mit John C. DeFries, Gerald E. McClearn, WH Freeman & Co, 1989, ISBN 978-0-7167-2056-0
- Behavioral Genetics, mit John C. DeFries, Peter McGuffin, Gerald E. McClearn, Worth Publishers; 5th edition, 2008, ISBN 978-1-4292-0577-1
- Behavioral Genetics, mit John C. DeFries, Valerie S Knopik, Jenae M. Neiderhiser, Worth Publishers; 7th edition, 2016, ISBN 978-1-4641-7605-0
  - Gene, Umwelt und Verhalten: Einführung in die Verhaltensgenetik, Hogrefe 1999, ISBN 978-3-456-83185-5
- Separate Lives: Why Siblings Are So Different, mit Judy Dunn, Basic Books, 1992, ISBN 978-0-465-07689-5
  - Warum Geschwister so verschieden sind, Klett 1996, ISBN 978-3-608-91727-7
- Behavioral Genetics in the Postgenomic Era, mit John C. DeFries, Peter McGuffin, Ian W. Craig, American Psychological Association, 2002, ISBN 978-1-55798-926-0
- The Relationship Code: Deciphering Genetic and Social Influences on Adolescent Development (Adolescent Lives), mit David Reiss, Jenae M. Neiderhiser, E. Mavis Hetherington, Harvard University Press, 2003, ISBN 978-0-674-01126-7
- Nature, Nurture, and the Transition to Early Adolescence, mit John C. DeFries, Stephen A. Petrill, John K. Hewitt, Oxford University Press, 2003, ISBN 978-0-19-515747-5
- Nature And Nurture: An Introduction To Human Behavioral Genetics, Wadsworth Publishing, 2004, ISBN 978-0-534-65112-1
- Nature and Nurture during Infancy and Early Childhood, mit John C. DeFries, David Fulker, Cambridge University Press, 2006, ISBN 978-0-521-03424-1
- G Is for Genes, mit Kathryn Ashbury, Wiley-Blackwell 2013, ISBN 978-1-118-48281-0
- Blueprint: How DNA Makes Us Who We Are, Penguin Books, 2018, ISBN 978-0-241-28207-6